# Männedorf
Männedorf é uma comuna da Suíça, no Cantão Zurique, com cerca de 9.399 habitantes. Estende-se por uma área de 4,78 km², de densidade populacional de 1.966 hab/km². Confina com as seguintes comunas: Oetwil am See, Richterswil, Stäfa, Uetikon am See, Wädenswil.
A língua oficial nesta comuna é o Alemão.